# Thomas Lejdström
Leif Thomas Lejdström (* 31. Mai 1962 in Västerås) ist ein ehemaliger schwedischer Schwimmer, der bei Olympischen Spielen eine Bronzemedaille gewann. Bei Europameisterschaften erschwamm Lejdström eine Silbermedaille und zwei Bronzemedaillen.

## Karriere
Bei den Olympischen Spielen 1980 in Moskau trat Lejdström in vier Wettbewerben an. Als 18. über 400 Meter Freistil und als 13. über 400 Meter Lagen schied er im Vorlauf aus. Über 200 Meter Freistil erreichte er das Finale und belegte den siebten Platz. Die schwedische 4-mal-200-Meter-Freistilstaffel mit Michael Söderlund, Per Wikström, Per-Alvar Magnusson und Thomas Lejdström wurde mit 0,8 Sekunden Rückstand auf die drittplatzierten Brasilianer Vierte.
1981 bei den Europameisterschaften in Split gewann Lejdström über 200 Meter Freistil die Bronzemedaille hinter Sergei Kopljakow aus der Sowjetunion und Michael Söderlund. Die schwedische 4-mal-200-Meter-Freistilstaffel mit Michael Söderlund, Per Wikström, Per-Alvar Magnusson und Thomas Lejdström erkämpfte die Bronzemedaille hinter den Staffeln aus der Sowjetunion und aus der Bundesrepublik Deutschland (BRD). Im Jahr darauf bei den Weltmeisterschaften 1982 in Guayaquil belegte Lejdström in 1:51,59 Minuten den vierten Platz über 200 Meter Freistil. Die 4-mal-200-Meter-Freistilstaffel mit Michael Söderlund, Thomas Lejdström, Per Wikström und Per Holmertz belegte den fünften Rang. 1983 schwamm Lejdström bei den Europameisterschaften in Rom in 1:51,58 Sekunden auf den vierten Platz über 200 Meter Freistil. Die schwedische 4-mal-100-Meter-Freistilstaffel mit Thomas Lejdström, Per Johansson, Per Holmertz und Per Wikström gewann die Silbermedaille hinter der sowjetischen Staffel.
Bei den Olympischen Spielen 1984 in Los Angeles trat Lejdström in sechs Disziplinen an, verfehlte aber in allen drei Einzeldisziplinen den Finaleinzug. Hingegen erreichte die schwedische 4-mal-200-Meter-Freistilstaffel mit Michael Söderlund, Tommy Werner, Anders Holmertz und Thomas Lejdström den sechsten Platz. Die 4-mal-100-Meter-Freistilstaffel mit Rikard Milton, Michael Söderlund, Mikael Örn und Per Johansson kam mit der drittbesten Zeit ins Finale. Im Endlauf schwammen Thomas Lejdström, Bengt Baron, Mikael Örn und Per Johansson auf den dritten Platz hinter der Staffel aus den Vereinigten Staaten und den Australiern. Milton und Söderlund erhielten für ihren Vorlaufeinsatz ebenfalls eine Medaille. In der 4-mal-100-Meter-Lagenstaffel belegten Bengt Baron, Peter Berggren, Thomas Lejdström und Per Johansson den fünften Platz. 1986 schwamm Lejdström noch einmal in allen drei Staffeln. Während die Lagenstaffel und die 4-mal-200-Meter-Freistilstaffel jeweils das Finale verpassten, kam die 4-mal-100-Meter-Staffel in den Endlauf, Lejdström wurde aber nur im Vorlauf eingesetzt.
Der 1,89 m große Thomas Lejdström schwamm für den Västerås Simsällskap. Während seines Studiums an der University of California, Berkeley kämpfte er für deren Sportmannschaft, die California Golden Bears.